# 清原站
清原站，位于中华人民共和国辽宁省抚顺市清原满族自治县，是沈吉铁路上的火车站，建于1927年，由沈阳铁路局管辖。

## 車站周邊
- 清源县宏光医院
- 抚顺银行清原支行
- 中国邮政储蓄银行白云支行
- 锦州银行清原润丰支行
- 清原客运站
- 清原满族自治县中医院
- 清原逸夫中心小学
- 清原满族自治县综合执法局
- 抚顺市清原村镇银行
- 中国农业银行中心分理处
- 中国建设银行清原清河路储蓄所
- 锦州银行清原红河支行
- 中国银行清原支行

## 歷史
- 建于1927年。